# Leopoldina av Brasilien
Leopoldina av Brasilien (Leopoldina Teresa Francisca Carolina Miguela Gabriela Rafaela Gonzaga), född 13 juli 1847 i Rio de Janeiro, Brasilien, död 7 februari 1871 i Wien, Österrike, var en brasiliansk prinsessa. Hon var dotter till Peter II av Brasilien och Theresa Christina av Bägge Sicilierna och yngre syster till Isabella av Brasilien.

## Biografi

### Bakgrund och tidiga år

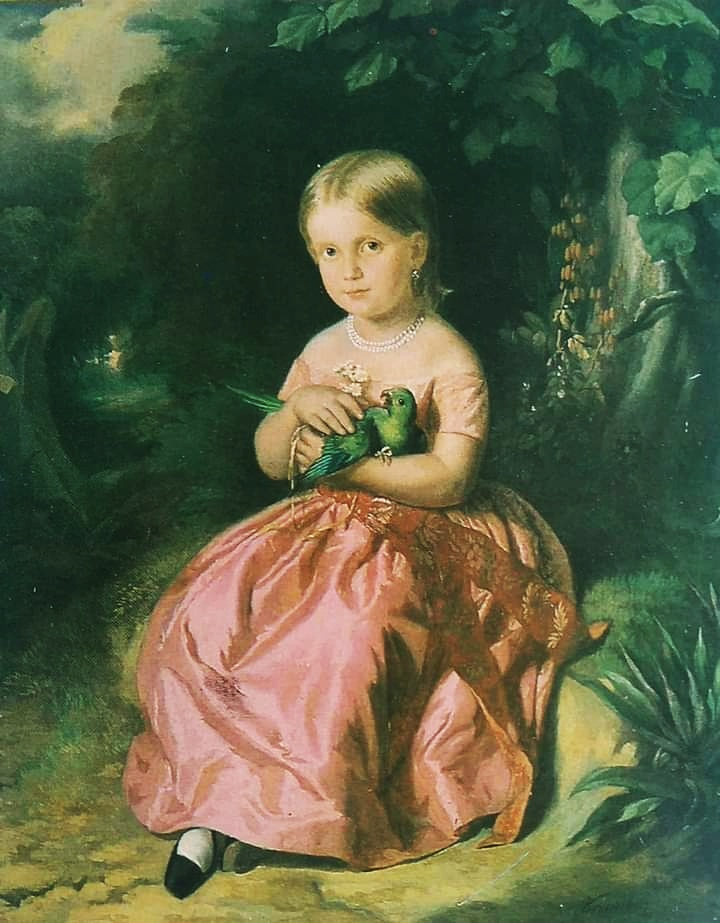
Prinsessan Leopoldina år 1853 avmålad av Ferdinand Krumholz

Leopoldina föddes klockan 06:45 på morgonen den 13 juli 1847 i kejsarpalatset i São Cristóvão som andra dotter till kejsare Peter II av Brasilien och Theresa Christina av Bägge Sicilierna. Hennes farföräldrar var kejsaren Peter I av Brasilien och kejsarinnan Maria Leopoldina av Österrike och hennes morföräldrar var kung Frans I av Bägge Sicilierna och Maria Isabella av Spanien.
Leopoldina var nummer två i den brasilianska tronföljden efter sin syster Isabella under hela sitt liv. Hon undervisades tillsammans med sin syster och fick en hög utbildning. År 1864 beslöts att båda tronarvingarna skulle gifta sig. Deras far kejsaren proklamerade bröllopsplanerna inför senaten utan att nämna de tilltänkta äktenskapspartnernas namn. Därefter fördes två prinsar till Brasilien, och systrarna tilläts välja vilken av dem de ville ha.
Prinsessan likväl som hennes syster Isabella deltog i lektioner sex dagar i veckan, från tidig morgon till sen kväll. De kunde motta besök endast på söndagarna, vid högtider eller andra tillfällen när kejsaren avsatte tid för annat än studier. De bägge prinsessorna studerade ett flertal ämnen, däribland märks portugisisk litteratur, språk som portugisiska, franska, engelska, italienska, tyska, latin och grekiska. Utöver språk läste prinsessorna algebra, geometri, kemi, fysik, botanik, historia, kosmografi, teckning, måleri, piano, filosofi, geografi, politisk ekonomi, retorik, zoologi, mineralogi och geologi.

### Bröllop

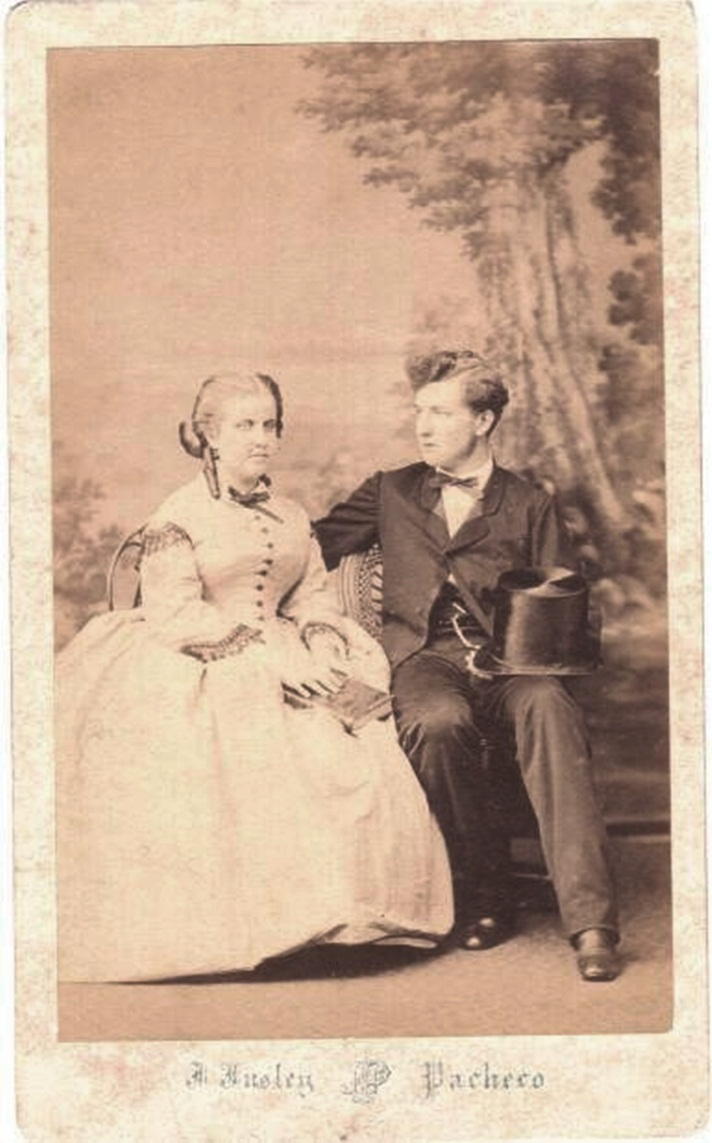
Leopoldina av Brasilien tillsammans med Ludwig av Sachsen-Coburg-Gotha

Leopoldina gifte sig 15 december 1864 med Ludwig August av Sachsen-Coburg-Gotha i Rio de Janeiro. Paret fick sig tilldelade en egendom strax intill kejsarpalatset som residens, ett palats som kallades Leopoldinapalatset. Leopoldina och hennes make delade sin tid mellan Brasilien och Europa, men återvände alltid till Brasilien vid tiden för Leopoldinas förlossningar. Under hennes sista graviditet 1870 vistades de dock i Europa, där de beslöt att stanna i fortsättningen.

### Död
Hon avled i Wien i tyfoidfeber 23 år gammal 1871.

## Utmärkelser
- Stora korset av Rosenorden[1]
- Mottagare av Maria-Lovisaorden, 6 april 1863[2][3]